# Tomasz Drozd (piłkarz ręczny)
Tomasz Drozd (ur. 1970) – polski piłkarz ręczny, występujący na pozycji bramkarza.

## Życiorys
Był zawodnikiem Grunwaldu Ruda Śląska, a w latach 1999–2001 występował w Virecie Zawiercie. Następnie przeszedł do MOSiR Zabrze. 9 listopada 2002 roku zadebiutował w barwach tego klubu w ekstraklasie w przegranym 23:25 spotkaniu z MMTS Kwidzyn. W zabrzańskiej drużynie występował do 2004 roku, rozgrywając w niej 26 spotkań na poziomie ekstraklasy. Następnie występował w ASPR Zawadzkie.